# Bandstation

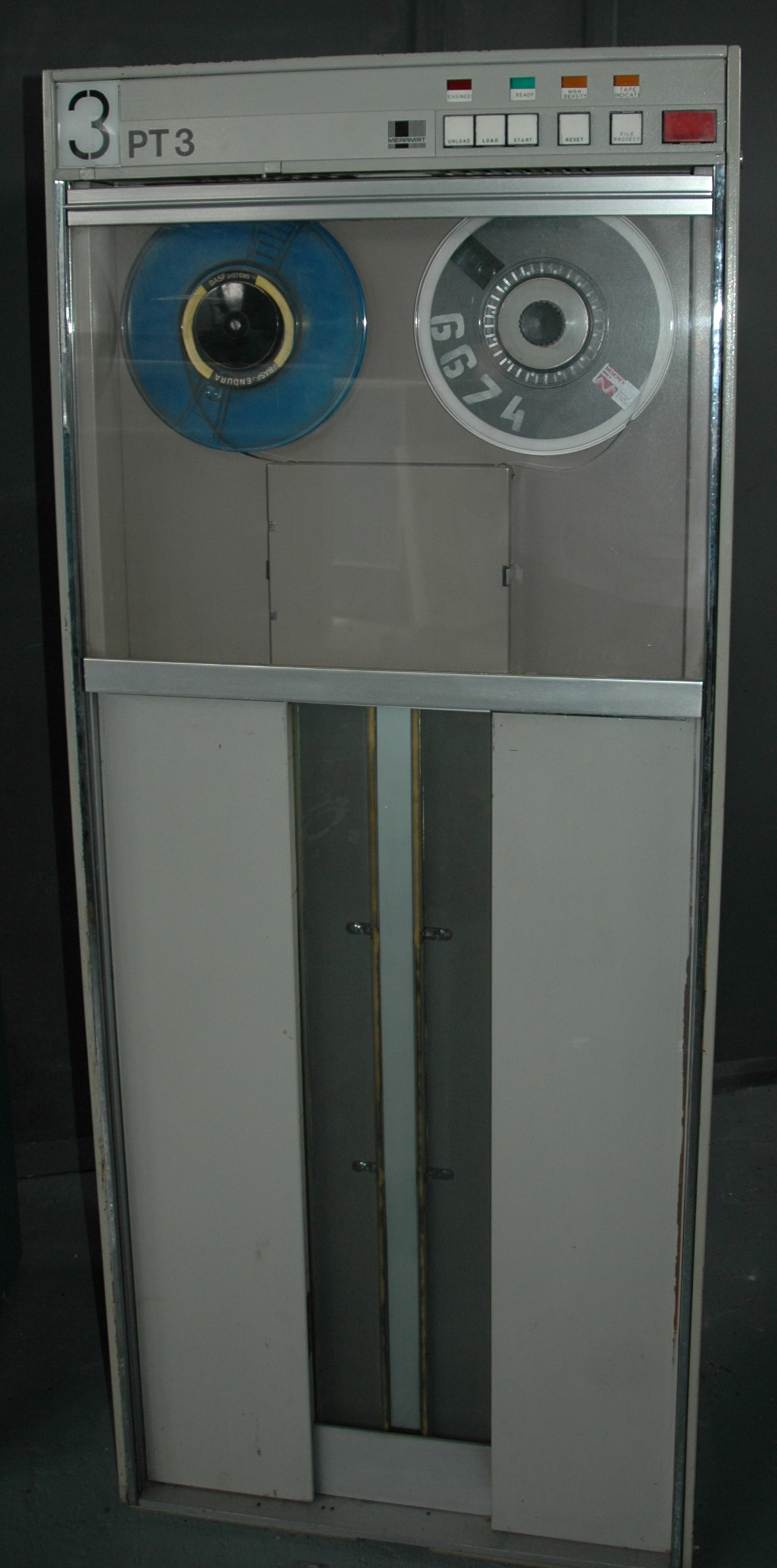
Polskt tejpminne

En bandstation är en bandspelare avsedd att användas som datorminne. 

## Hemdator
På 1980-talet var det vanligt med kassettband för datalagring på hemdatorer. För vissa datorer använde man en vanlig kassettbandspelare som bandstationer medan andra hade specialbyggda. Bandstationerna skiljer sig från de flesta andra lagringsmedia genom att data lagras sekvensiellt. Åtkomsthastigheten blir därmed mycket låg eftersom bandet måste spolas till rätt punkt innan data kan läsas eller skrivas. 
På 1990-talet var det inte ovanligt att man lagrade stora mängder av data på vhs-band. Anledningen var att hårddiskar var för dyra i förhållande till lagringsutrymme (kr/MB) och disketterna var för små. Det fanns alternativ i DAT-bandspelare och andra mer professionella bandtyper men de var ofta mycket dyrare än att spela in data på vhs-band.
Efter att cd-brännarna introducerades och blev billigare har bandstationerna mer eller mindre försvunnit från hemmen. Cd- och dvd-mediet är idag så billigt att det är svårt att konkurrera mot. Men det finns ändå kommersiella bandspelare för långtidslagring.

## Professionella datorer
Idag används DLT-bandstationer för långtidslagring av data hos många företag där data anses vitalt för verksamheten. DLT-band har ofta en lagringskapacitet på 80 GByte komprimerat eller 40 GByte normal lagring. Banden används primärt för långtidslagring (backup).

## Stordatorer
Stordatorer hade ofta rullband för lagring av då enorma datamängder.